# 国民革命军第九十四军
国民革命军第九十四军，是國民革命軍土木系一个军級部隊。

## 沿革
前身为孙传芳“五省联军”第五方面军陈调元部。1926年投靠北伐军后被改编为国民革命军第三十七军。1928年底缩编为第46师。1932年对鄂豫皖苏区的第3次围剿。在苏家埠战役被歼，残部改编为第55师，归属于驻赣绥靖公署。抗战爆发后归第六十九军建制。 
1938年4月准备武汉会战，第55师与第185师（武汉警备旅编），组建国民革命军第九十四军，隶属第九战区。武汉警备司令郭忏兼任军长，柳际明任副军长。为陈诚土木系嫡系部队。
1938年参加武汉会战。1939年4月至12月参加陈诚第六战区随枣会战、冬季攻势作战等。1940年1月隶属第二十六集团军，宜昌保卫战失利，军长郭忏被免职，李及兰任军长兼宜巴区要塞守备司令，黄壮怀、牟庭芳任副军长。1940年4月该军负责襄水南岸防务。1940年5月至1941年9月，该军参加了枣宜会战和第二次长沙会战。1943年，参加了鄂西会战，坚守渔阳关；常德会战。1944年第94军作为长江江防部队在湖北宜昌与日军隔岸对峙。1945年调往贵州抗日，1945年4月奉命从贵州黄平和镇远驰援武冈，参加了湘西会战。6月初战役结束回贵州整训。7月参加第三、四方面军的6个军和广西的12个地方总队的桂柳大反攻追击战至日本投降。
1945年8月，该军由广西柳州空运到上海，隶属汤恩伯第三方面军，接受上海、苏州地区日军投降。1945年11月，由上海海运天津，隶北平行营。为1945年制甲种军，美械装备，军长牟庭芳，辖第121师宋敬民，第43师李士林，第5师李则芬。军直人员5290名，武器105榴弹炮12门，79式步兵炮69枝，45冲锋枪314枝，79步枪997枝；师的编制，人员10793名，武器37战防炮24门，75山炮12门，掷弹筒243具，战车防御火箭筒21具，60迫炮162门，82迫炮36门，79式步兵炮333枝，勃朗宁机枪72挺，45冲锋枪55挺，55战车防御枪30枝，步枪5187枝，信号枪33枝。全军实力应为37669名。参加了进攻热河战役、张家口进攻战役和易满战役等。 1946年3月，第5师师长李则芬驻凌南，12695人。
1947年9至12月，参加了东北秋季攻势、清风店战役。东北冬季攻势中，第43师被东北野战军歼灭于公主屯地区，师长留光天、副师长程化龙、参谋长易希殷被俘。在天津重新组建第43师。1948年参加了冀热察战役、察绥战役平绥路东段作战、偷袭石家庄的作战等。平津战役中，军部率第5师、第121师由天津紧急调往北平担任守备任务；第43师仍留置天津担任城防守备，第305师编入该军守天津。天津战役中第43师、第305师全部被歼，副军长林伟宏、师长饶启尧、姚葛民被俘。
在北平的军部及第5师、第121师于1月26日团以上军官外乘飞机逃往南京，留下的部队由参谋长李卫士率领接受解放军改编。2月21日该军第121师、第157师分别被改编为解放军独立第29师、独立第24师。第5师改称解放军独立第21师，由於官兵堅決不接受解放军和平改编，解放军第三十九军副军长杨大易与政治部主任李欣来到第5师进行第一次思想政治工作时，第5师在这二位军首长住的院子里贴满了反对共产党的标语，并在院子外设立多个岗哨；晚上，院外的手榴弹爆炸声此起彼伏，为此解放军遣散了独立第21师。